# ارجاع المضار (ذي السفال)

تعديل مصدري - تعديل

ارجاع المضـار محلة تابعة لقرية حذاذة، التابعة لعزلة وادي ضباء بمديرية ذي السفال إحدى مديريات محافظة إب في الجمهورية اليمنية، بلغ تعداد سكانها 96 حسب تعداد اليمن لعام 2004.